# Karl Blossfeldt
Karl Blossfeldt (13 de junio de 1865 - 9 de diciembre de 1932) fue un fotógrafo alemán conocido por sus fotografías de formas vegetales y miembro de la llamada Nueva objetividad (Neue Sachlichkeit).

## Biografía
Karl Blossfeldt comenzó a estudiar escultura en 1881. Fue moldeador en una fundición, donde ya usaba hojas como presentación para sus adornos. Más tarde, con 19 años, empezó estudios gráficos en la Escuela de Artes Aplicadas de Berlín (Unterrichtsanstalt des Kunstgewerbemuseums Berlin, hoy Universidad de Arte de Berlín, Universität der Künste Berlin). Pero su pasión seguía siendo la fotografía y por esta pasión participó en Roma de 1890 a 1896 en el proyecto de profesor Moritz Meurer : la fabricación de materiales para la organización ornamental, con lo que debutó como fotógrafo sistemático de plantas, sus primeras publicaciones aparecen por Meurers.
En 1898, Karl Blossfeldt se convierte en asistente de la Escuela de Artes Aplicadas y a partir de 1899 conferenciante con el tema modelar según las plantas. En 1921, fue nombrado profesor y a partir de 1924, se sitúa en las Vereinigten Staatsschulen für Freie und Angewandte Kunst (Escuelas Reunidas de Artes Libres y Aplicadas) de Berlín. 
Su galerista, el berlinés Karl Nierendorf (1889-1947) expuso en 1926. La modernidad de sus fotografías se reconoció rápidamente. Su primer libro Urformen der Kunst (Las formas originales del Arte) aparece en 1928 publicado por la importante editorial berlinesa Wasmuth, y lo convierte en mito de un día para otro. Una vez retirado, publicó poco antes de morirse "Wundergarten der Natur" (El jardín maravilloso de la naturaleza, 1932).

## Obras

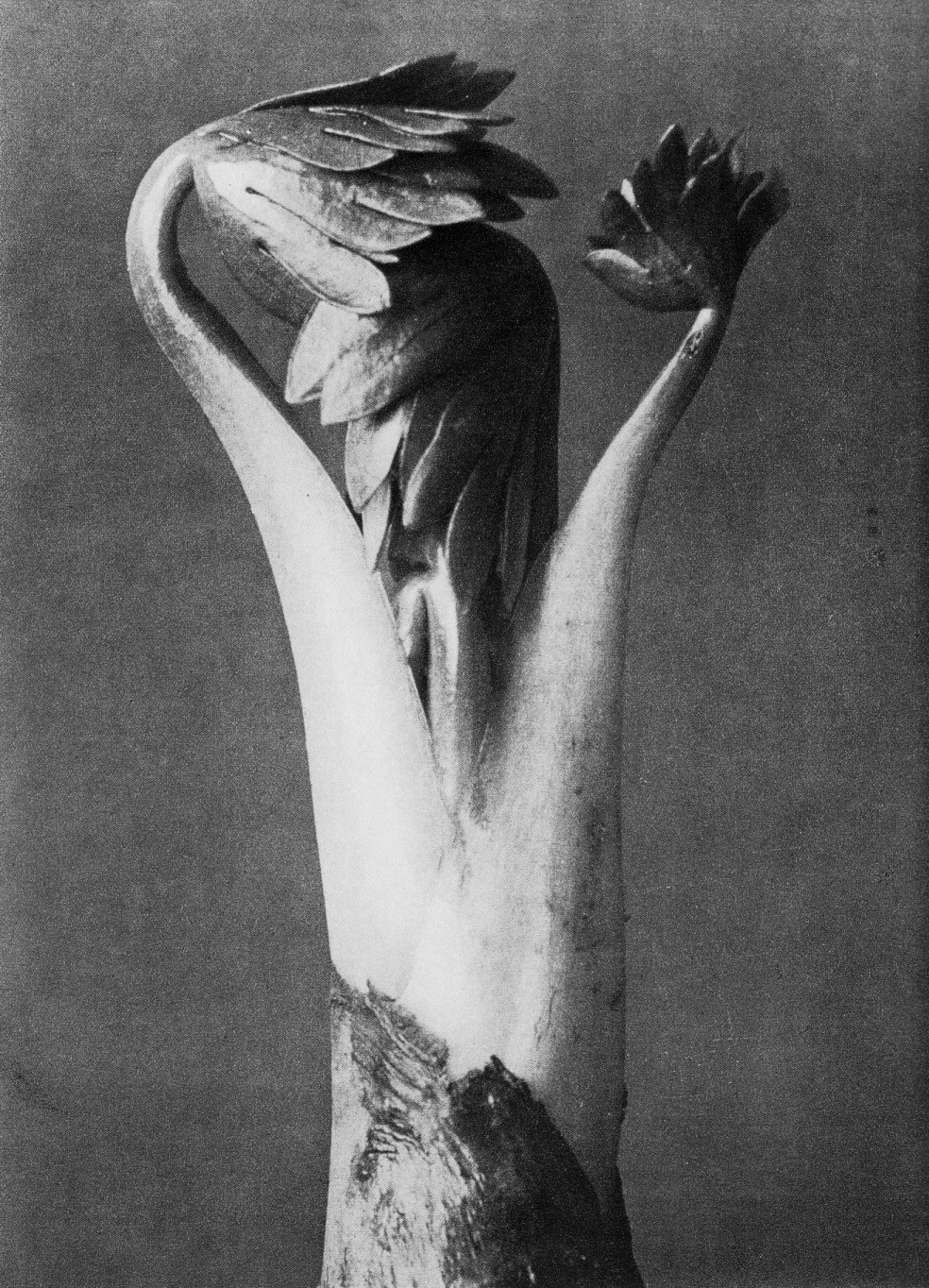
Eisenhut (Aconitum)
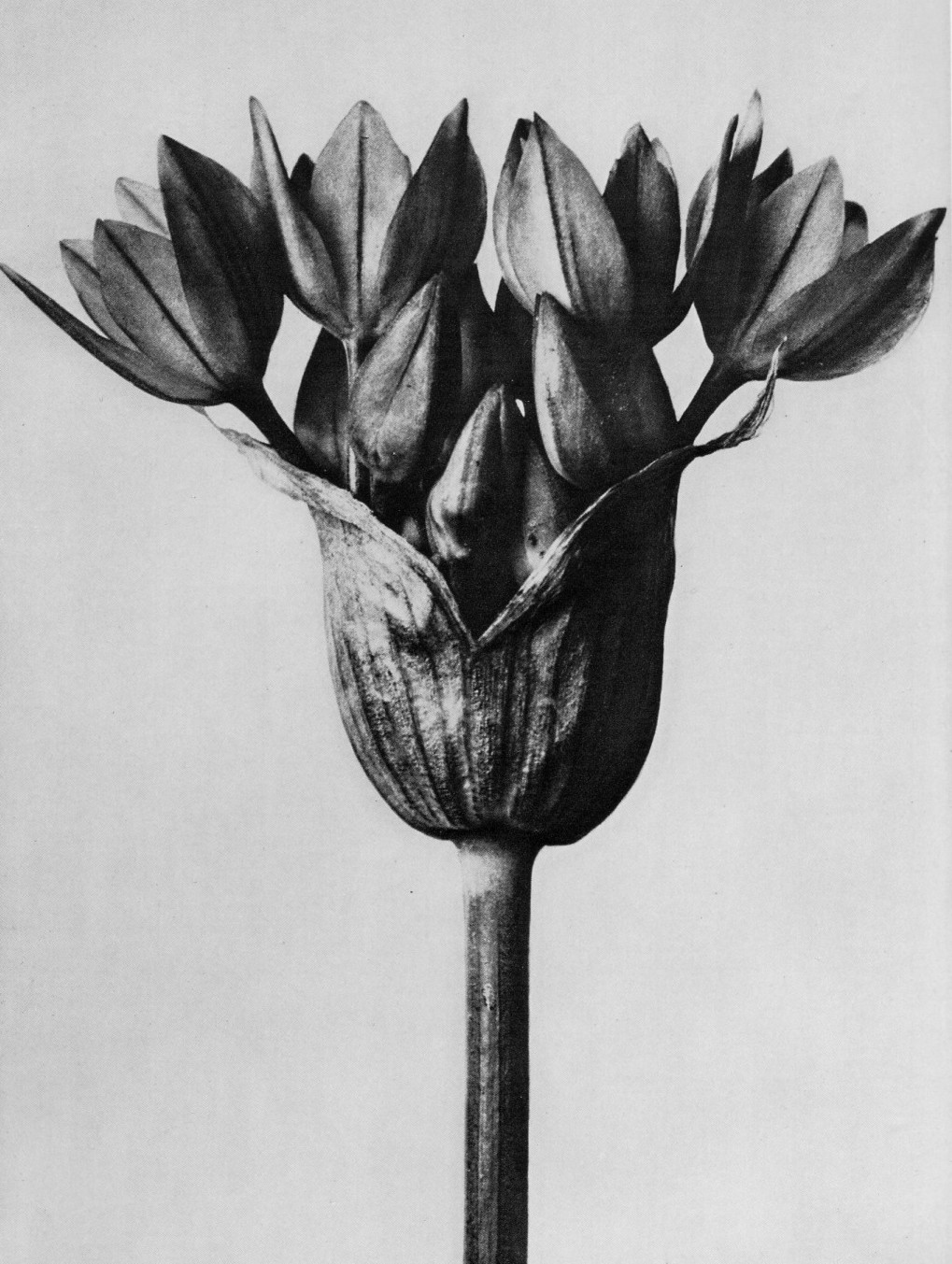
Knoblauchpflanze (Allium ostrowskianum)
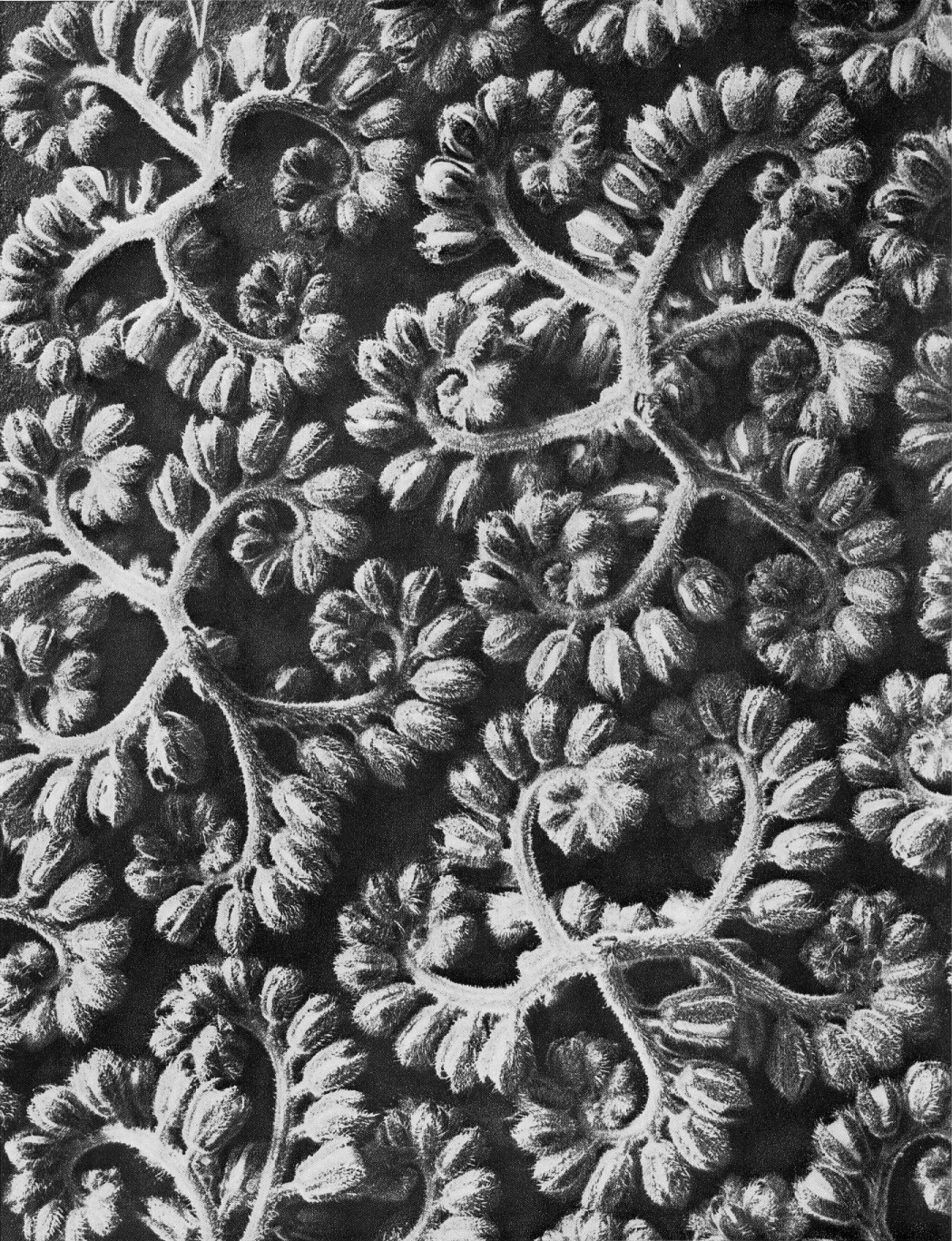
Büschelkraut (Phacelia congesta)
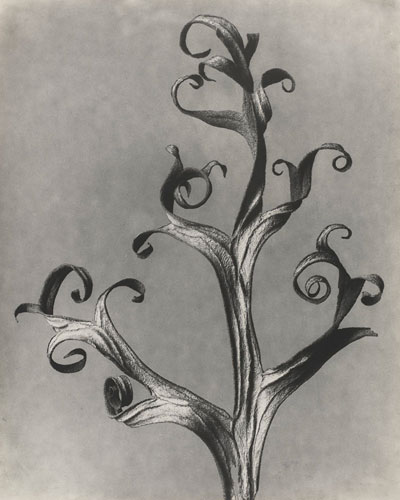
Rittersporn (Delphinium)
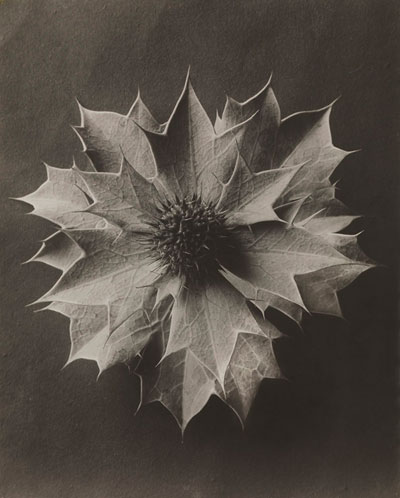
Stranddistel (Eryngium maritimum)
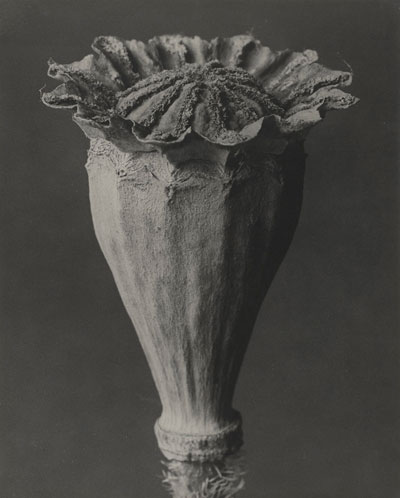
Orientalischer Mohn (Papaver orientale)
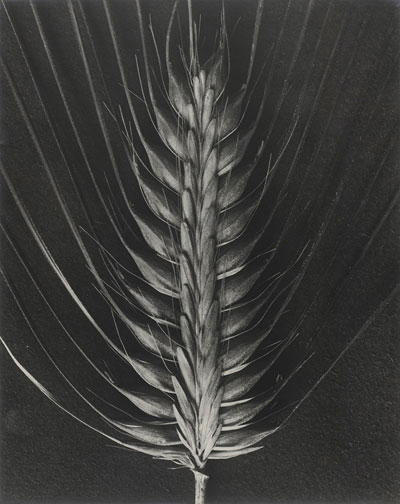
Pfauen- oder Reisgerste (Hordeum distichum)

## Estética
Karl Blossfeldt veía sus fotografías como material de aprendizaje, no como obras de arte autónomas. Sus fotografías, cuya escala agrandaba y que convertía en diapositivas, se han proyectado sobre paredes y han servido como modelo para clases de dibujo y para observar detalles de plantas. Además, ilustró formas y estructuras naturales y sus obras se han utilizado como modelos ornamentales de productos. 
El mismo Blossfeldt se consideraba más un fanático de las plantas que un fotógrafo. Con sus estudios precisos, descubrió detalles gráficos y cual botánico nombraba sus fotografías con nombres latinos. 